# Johann Heinrich Ulrich
Johann Heinrich Ulrich (Zürich, 6 november 1665 – aldaar, 19 september 1730; ook wel Ullrich) was een Zwitsers gereformeerd dominee en theoloog.

## Biografie
Johann Heinrich Ulrich was de zoon van de gelijknamige dominee en zijn vrouw Elisabeth Berger. Hij volgde onderwijs in zijn geboorteplaats, studeerde theologie en werd in 1687 gewijd. Daarna nam hij deel aan een studiereis door de landen Duitsland, Nederland en Frankrijk. Tijdens deze reis leerde hij de talen zo goed, dat hij in het Frans en Italiaans een preek kon houden. In Bern nam hij in 1689 en 1690 de functie van repetitor over. In 1691 werd hij vicaris. Na de dood van dominee Kaspar Paravicini in een gemeente in Bad Grönenbach op 18 november 1691, die 33 jaar lang in dienst van de gemeente was geweest, werd Ulrich opgeroepen voor deze functie. De Kemptense deken van het sticht was het niet eens met deze keuze en dreigde het inkomen van Johann Ulrich te ontnemen. Na veel problemen met de gemeente verhuisde Ulrich in 1699 terug naar Zürich. Daar werd hij diaken en in 1713 dominee van het Fraumünster. In 1715 werd hij benoemd tot beheerder van het hervormde Landfriedensfonds für Landschulen und Prädikanten. Dit bleef hij tot aan zijn dood.

## Publicaties (selectie)
- Relation des harten Zustandes der Reformierten auf den französischen Galeeren (1708)
- Aufnahms- formel für solche, welche die römische Kirche verlassen und zur reformierten zu treten gesonnen sind (verschenen in het Duits, Latijns, Frans en Italiaans; 1713)
- Sendschreiben auf die katholische Antwort wider diese Relation (1723)